# Effet Kirk
L'effet Kirk est un effet parasite du transistor bipolaire qui consiste en l'élargissement de la zone de base au détriment de la zone collecteur à la suite d'une forte densité de porteur majoritaire injectée de la base vers le collecteur. Cet effet a été découvert en 1962, par C.T Kirk, à la suite de ses travaux au MIT.

## Description
Cet effet est rencontré dans le mode de fonctionnement normal du transistor, au niveau de la jonction base collecteur polarisée en inverse.
Lié à une injection de porteurs majoritaires vers le collecteur, l’effet Kirk se rencontre dans des situations de forte injection. À un seuil d'injection de porteurs supérieur au dopage de la zone collecteur, nous allons observer un effacement progressif de la zone de charge d'espace entre base et collecteur. On parle ainsi d'élargissement de la zone de base {\displaystyle w_{B}}.
Cet élargissement de la zone de base conduit ainsi à une diminution du gain du transistor :
{\displaystyle \beta =2{\big (}{\frac {l_{nB}}{w_{B}}}{\big )}^{2}}

## Atténuation de l'effet Kirk
Limiter l'effet Kirk dans les structures bipolaires conduit en première approche à augmenter le dopage du collecteur. Cette solution va engendrer une augmentation de la capacité base collecteur ({\displaystyle C_{BC}}). On aura alors un abaissement de la rapidité de commutation et une diminution de la tension de claquage admise à la jonction base collecteur.
Ainsi, les transistors bipolaires en technologie RF (Radiofréquence) et électronique de puissance seront notamment affectés. Un compromis est donc nécessaire entre gain du transistor et tenue en tension et/ou rapidité de commutation.